# سیمون یول
سیمون یول (انگلیسی: Simon Youl؛ زاده ۱ ژوئیهٔ ۱۹۶۵) یک تنیس‌باز اهل استرالیا است.